# くじらのあくび
「くじらのあくび」は、NHKの『みんなのうた』で、2011年2月～3月に放送された楽曲。作詞：はらたいら、作曲：倉光薫、編曲：Steve Good・時乗浩一郎、歌：ザ・ジェイド。

## 概要
2006年に死去した漫画家はらたいらの未発表の詩をもとに作成した沖縄民謡風のオペラ楽曲。5分間1曲枠で放送された。
歌はオペラ歌手の高野二郎・樋口達哉・黒田博・成田博之によるユニット「The JADE」が担当。
映像は土田ひろゆき制作のクレイアニメで、クジラの子供「ホエルン君」と人魚の女の子「マメコちゃん」の恋物語が描かれている。
初回から11年後の2022年6月に初めて再放送された。
内山登美子作詞・大中恩作曲の同名曲とは全く異なる。